# 马尔舍宰
马尔舍宰（法語：Marchezais，法語發音：[maʁʃəzɛ]）是法国厄尔-卢瓦省的一个市镇，属于德勒区。

## 地理
马尔舍宰（48°46'20"N, 1°30'30"E）面积2.19 平方千米，位于法国中央-卢瓦尔河谷大区厄尔-卢瓦省，该省份为法国北部内陆省份，北起顺时针与厄尔省、伊夫林省、埃松省、卢瓦雷省、卢瓦-谢尔省、萨尔特省和奧恩省接壤。
与马尔舍宰接壤的市镇（或旧市镇、城区）包括：塞尔维尔、阿沃吕、古桑维尔。

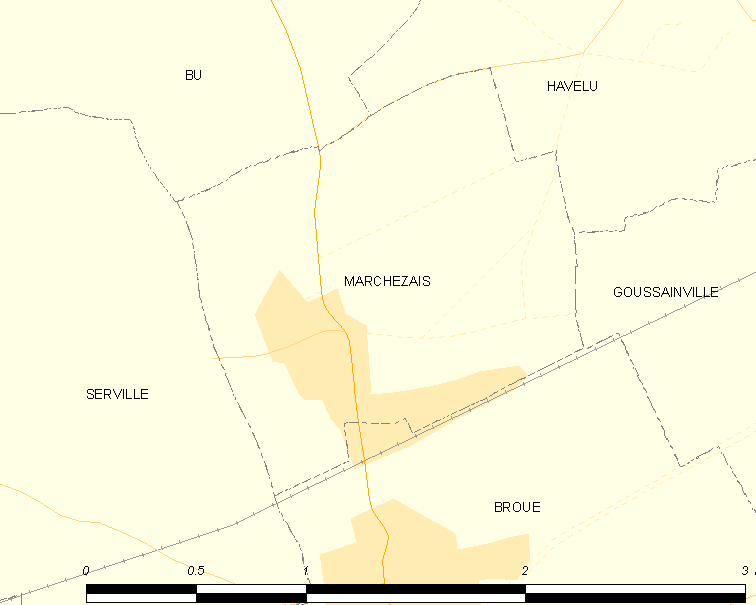
马尔舍宰的OSM定位图

马尔舍宰的时区为UTC+01:00、UTC+02:00（夏令时）。

## 行政
马尔舍宰的邮政编码为28410，INSEE市镇编码为28235。

## 政治
马尔舍宰所属的省级选区为阿内特县。

## 人口

1962-2008年间马尔舍宰人口变化图示

马尔舍宰于2022年1月1日时的人口数量为408人。